# او شیائوبای
او شیائوبای (چینی: 欧小白; متولد ۱۹۸۴/۱۹۸۳) یک توسعه‌دهنده اپ موبایل اهل چین است. او اپ آی‌هومو (iHomo) را طراحی کرده که افراد همجنس‌گرا با جنسیت متضاد را برای ازدواج مصلحتی به هم معرفی می‌کند.
وی همچنین برندهٔ جوایزی همچون ۱۰۰ زن بی‌بی‌سی شده است.
اپلیکیشنی که او طراحی کرده، آی‌هومو، با معرفی افراد همجنسگرا با جنسیت مخالف، به آن‌ها کمک می‌کند تا به صورت مصلحتی ازدواج کنند تا بتوانند فشارهای والدین و اجتماع را بهتر تحمل کنند. او با استفاده از این اپ، توانسته ۸۰ رویداد و ۱۰۰ ازدواج مصلحتی را سامان بخشد. نسخه بتای این اپ در دسامبر ۲۰۱۵ عرضه شد و به افراد گی و لزبین اجازه می‌داد فرد مورد نظرشان را برای ازدواج مصلحتی پیدا کنند. فراتر از یافتن فرد متناسب برای این کار، اپ به معرفی کافه‌ها، فروشگاه‌ها و رستوران‌های ال‌جی‌بی‌تی در چین می‌پردازد؛ جایی که ازدواج میان افراد همجنسگرا به‌رسمیت شناخته نمی‌شود.